# 宮崎県立日南工業高等学校
宮崎県立日南工業高等学校（みやざきけんりつにちなんこうぎょうこうとうがっこう）は、宮崎県日南市飫肥板敷地区にある宮崎県南那珂地区（日南市、串間市）に所在した公立の工業高等学校。
南那珂地区の生徒数減少に伴い2008年度をもって生徒募集を終了し、2009年からは本校敷地内に宮崎県南那珂地区の工業・商業・農業の高校が集結した総合制専門高等学校である宮崎県立日南振徳高等学校を開校し、その機能を統合して、2011年（平成23年）に閉校した。

## 設置学科
- 機械科
- 電気科
- 建築科
- 化学工業科（工業化学科）
- 建築環境科
- 生活工学科

## 所在地
- 〒889-2532　宮崎県日南市大字板敷410番地
最寄り駅JR日南線飫肥駅
※駅より徒歩15分

## 沿革
- 1963年4月 - 宮崎県立日南工業高等学校設立。
- 2009年4月 - 生徒募集停止。宮崎県立日南振徳商業高等学校と宮崎県立日南農林高等学校と統合し、宮崎県立日南振徳高等学校を設置。
- 2011年3月31日 - 閉校。

## 出身者
- 西浦秋夫 - 元プロ野球選手。